# Adolfo Damian Berdun
Adolfo Damian Berdun (San Nicolás de los Arroyos, 24 settembre 1981) è un cestista argentino, guardia della Briantea84 e della Nazionale argentina, di cui è capitano.
Con l'Albiceleste è stato vicecampione della Coppa America nel 2013 è 2022 in cui entrambi tornei è stato eletto miglior giocatore d’America

## Biografia
Nato a San Nicolás de los Arroyos (provincia di Buenos Aires) e di nazionalità italo-argentino, Adolfo Berdun gioca a pallacanestro in carrozzina dal 1996.

## Caratteristiche tecniche
Alto 1.84, Berdun è un giocatore molto versatile ma predilige la posizione di guardia. Dotato di un buon tiro dalla media distanza, di una buona visione di gioco e di una buona difesa sulla palla, può giocare anche da playmaker 

## Carriera

### Club

#### Gli inizi in Argentina (1996-2003)
Berdun fa il suo esordio nella pallacanestro in carrozzina nell'ADYR de San Nicolas, nel 1996, anno in cui la sua squadra vince il campionato di terza divisione nazionale, venendo promossa in Serie A2. L'anno seguente l'ADYR arriva secondo, sfiorando la seconda promozione consecutiva. Nel 1998 la squadra vince il campionato, entrando di diritto nella prima divisione, la Serie A1. Dopo una breve parentesi biennale al CILSA de Buenos Aires, che raggiunge per due volte il terzo posto nazionale (2000/2001), ritorna nel 2002 all'ADYR, che nel 2000 era retrocesso nuovamente in seconda divisione. Berdun trascina la squadra nuovamente al titolo e alla promozione in A1 nel 2002, senza mai perdere una partita. L'anno seguente la squadra vince il Campionato Nazionale dopo la promozione, nuovamente da imbattuta, ottenendo un record storico per la pallacanestro in carrozzina argentina.  Al termine della stagione Berdun lascia il Sud-America per trasferirsi in Italia.

#### Il periodo in Sardegna (2003-2009)
Berdun sbarca in Sardegna, per giocare per la BADS Cagliari, con la quale vince, nella stagione 2002/2003, la Lega Italiana di A2, venendo promosso, con Adolfo che gioca da titolare ed è fondamentale per la vittoria del campionato. La BADS riesce a rimanere per due anni in Serie A1, al termine dei quali Berdun si trasferisce alla G.S.D. ANMIC Sassari, dove rimane fino al 2009. Berdun, che gioca titolare anche a Sassari, aggiunge al suo palmarès una Supercoppa Italia e un Trofeo Cip, mentre arrivano quattro secondi posti, due nella stagione 2005/2006, in Serie A e in Champions League, e due nella stagione 2007/2008, in Coppa Italia e nella "Andre Vergauwen Cup".

#### La stagioni a Roma (2009-2011)
Dopo la parentesi sarda, Berdun si trasferisce alla Elecom Lottomatica Roma, dove nel 2009/2010 arriva il secondo posto in Serie A1 e il secondo posto in Coppa Italia. Nel 2011 vince, insieme alla sua squadra, Coppa Italia e Supercoppa Italiana, con un altro secondo posto in Serie A.

#### Il ritorno in Argentina e a Sassari (2012-2013)
Nell'anno successivo, il giocatore italo-argentino ritorna in Sardegna e in Sud-America, dove arriva la vittoria del Campionato Argentino con la maglia del River Plate, squadra di Buenos Aires. Alla fine della stagione Berdun ritorna in Sardegna, a Sassari, dove porte la squadra al successo nella Supercoppa Italiana, nell'annata 2012-2013. Durante la stagione arriva anche la seconda medaglia d'argento della carriera nella "Andre Vergauwen Cup".

#### La seconda parentesi romana (2013-2016)
Sin da subito Berdun, tornato a Roma, ma stavolta alla Santa Lucia, trascina la sua squadra verso successi importanti: arriva la vittoria della Coppa Italia e la sconfitta in Supercoppa nella prima stagione (2013/2014). Nell'anno seguente, 2014/2015,  la Roma Santa Lucia mette a segno il triplete: la squadra vince infatti Coppa Italia, Supercoppa e Campionato Italiano. Nella stagione 2015/2016 arriva la seconda vittoria consecutiva in Supercoppa, ma anche due medaglie d'argento, in Coppa Italia e in Campionato.

#### L'approdo a Cantù (2016-presente)
Berdun arriva nella stagione 2016/2017 alla Unipolsai Briantea84 Cantù, protagonista dal 2013 di tutte le massime competizioni Italiane. L’italo-Argentino riesce ad inserirsi molto bene nell'ambiente partecipando alla vittoria del triplete: la squadra riesce, infatti, a riconquistare Supercoppa, Coppa Italia e Scudetto. L'impresa dei canturini si ripete nell'anno seguente (2017/2018), con la vittoria della Supercoppa, giocata in casa a Meda (MB), della Coppa Italia e del settimo Scudetto nella storia del club, terzo consecutivo. Questa volta in tutte e tre le manifestazioni Berdun è il miglior marcatore delle varie finali.

### Nazionale

#### Le prime convocazioni con l'Argentina (1999-2005)
Berdun approda nel bacino della Nazionale Albiceleste nel 1999, nonostante non sia da subito un titolare. In questi anni partecipa al Torneo Paramericano nel 1999, alla Copa America, disputata a Vittoria, nel 2001 e alla Copa Liberty giocata nel 2003 in casa, a Mar del Plata: proprio in questa manifestazione Berdun vince la sua prima medaglia d'oro con la rappresentativa del suo paese. Berdun viene convocato anche al Torneo Paramericano del 2003, giocato anch'esso a Mar del Plata. Nel 2004 e nel 2005, alle amichevoli internazionali giocate in Brasile, al Torneo Internacional di Bogota e al Pre-mondiale di Colorado Spring il minutaggio di Berdun cresce, mentre dal punto di vista dei risultati arriva la medaglia d'oro al Torneo Internacional.

#### Il raggiungimento del quintetto e della fascia da capitano (2006-)
Berdun diventa un titolare fisso della sua nazionale nel 2006, al Torneo Internacional, dove indossa per la prima volta anche la fascia di capitano della Seleccion. In seguito gioca anche il Torneo Panamericano del 2007, a Rio de Janeiro, il Sudamericano, in Ecuador, nel 2008 e, nel 2009, la Copa America, a Vancouver. I risultati sono più che discreti, con la seconda medaglia d'oro consecutiva al Torneo Internacional e l'oro al Sudamericano 2008. Nel 2009 l'Argentina manca la qualificazione ai Mondiali, arrivando quinta a Vancouver.
Nel 2010 sfiora il bis al Sudamericano, con un argento a San Juan de los Morros, in Venezuela. Berdun gioca poi il Torneo Panamericano 2011, il Sudamericano 2012, fino ad arrivare alla Copa America 2013, dove l'Argentina arriva seconda e si qualifica ai Mondiali, arrendendosi solo agli USA.
Nel 2014 la spedizione mondiale non è un granché (12º posto), ma l'Argentina si è ampiamente rifatta ad Ambrugo nel 2018, competizione a cui si è qualificata in seguito al terzo posto nella Copa America 2017.
Ad Amburgo la nazionale albiceleste ha ottenuto un doppio successo di portata storica: settimo posto nella classifica generale, risultato mai fino ad ora raggiunto da una squadra sudamericana. Inoltre questo piazzamento ha consegnato al continente americano il terzo slot importantissimo per le qualificazioni in vista dei Giochi Paralimpici di Tokyo 2020. Nel Mondiale 2018, Berdun con i suoi 36 anni è stato il giocatore con il più alto minutaggio in campo (264 minuti in 7 partite, 37,71 di media).

## Palmarès

### Club

#### Argentina
- 🇦🇷 Campionato argentino: 2

ADYR de San Nicolas: 2003
River Plate: 2012
- Campionati Argentini di seconda divisione: 2

ADYR de San Nicolas: 1998, 2002
- Campionati Argentini di terza divisione: 1

ADYR de San Nicolas: 1996

#### Italia
- Campionato italiano: 6

Santa Lucia Roma: 2014-2015
Briantea84 Cantù: 2016-2017, 2017-2018, 2020-2021, 2023-2024, 2024-2025
- Coppa Italia: 8

Elecom Roma: 2011
Santa Lucia Roma: 2014, 2015
Briantea84 Cantù: 2017, 2018, 2019, 2020, 2024
- Supercoppa italiana: 10 (record)

G.S.D ANMIC Sassari: 2005, 2012
Elecom Roma: 2010
Santa Lucia Roma: 2014, 2015
Briantea84 Cantù: 2016, 2017, 2018, 2019, 2024
- Legadue: 1

BADS Cagliari: 2002-2003
- Trofeo CIP: 1

G.S.D ANMIC Sassari: 2006-2007

#### Nazionale
In Nazionale Berdun ha messo al collo 5 volte la medaglia d'oro nella Coppa Sudamericana (2003, 2008, 2014, 2018 e 2021) e ha vinto 2 Tornei Internacional (2005 e 2006). Altri piazzamenti importanti sono stati i secondi posti alla Copa America 2013 e 2022 il terzo posto alla Copa America 2017 e la medaglia di bronzo al Torneo Parapanamericano 2015.

### Riconoscimenti individuali
Vincitore dell'Olimpo del Plata in ambito paralimpicico, un riconoscimento dello Stato argentino verso i propri migliori atleti, nel 2013

#### Club
6 partecipazioni all'All Star Game Italiano: 2007, 2009, 2010, 2011, 2015 e 2016
1 MVP dell'All Star Game Italiano: 2011
1 volta migliore marcatore del Trofeo CIP: 2006/2007 (G.S.D. ANMIC Sassari)
6 volte miglior marcatore nella finale di Supercoppa Italiana: 2008/2009 (G.S.D. ANMIC Sassari), 2013/2014 e 2014/2015 (Santa Lucia Sport Pallacanestro Roma), 2017/2018 e 2018/2019 2023/2024 (Briantea84 Cantù)
4 volte miglior marcatore della finale di Coppa Italia: 2013/2014 e 2014/2015 (Santa Lucia Sport Pallacanestro Roma), 2017/2018 e 2019/2020 (Briantea84 Cantù)
3 volte miglior marcatore delle finali Scudetto: 2017/2018, 2020/2021 (Briantea84 Cantù) 2021/2022 (Amicacci Giulianova)
1 volta miglior marcatore di Lega A2 Argentina: 2002 (ADYR de San Nicolas)
1 volta miglior marcatore del Campionato nazionale argentino: 2003 (ADYR de San Nicolas)
1 volta nel quintetto ideale Eurolega2: 2007/2008 (G.S.D. ANMIC Sassari)
1 volta nel quintetto ideale di Coppa Italia: 2007/2008 (G.S.D. ANMIC Sassari)
2 volte MVP della Supercoppa Italiana: 2014/2015 (Santa Lucia Sport Pallacanestro Roma) 2024/2025 ( Briantea84 ) Cantu 
2 volte MVP della Coppa Italia: 2014/2015 (Santa Lucia Sport Pallacanestro Roma) 
2019/2020 (Briantea84 Cantu)
2 volta MVP finale Scudetto 2017/2018 - 2020/2021 (Briantea84 Cantù)

#### Nazionale
5 volte miglior marcatore dell'Argentina in competizioni ufficiali: Torneo Internacional di Bogota (2005 e 2006), Torneo Parapanamericano (Rio de Janeiro 2007 e Toronto 2015)
Copa America Sao Paolo (2022) 
2 volte nel quintetto ideale della  Copa America: 2013, 2022
3 volte miglior giocatore dell'Argentina in competizioni ufficiali: Torneo Internacional Bogota (2005) 
Copa America (Bogota 2013 e Sao Paolo 2022)